# Pavel Muratov
Pavel Petrovitj Muratov, född 1881, död 1950, var en rysk författare, konsthistoriker och kritiker.
Muratov var ursprungligen ingenjör, övergick till museiyrket och innehade olika uppdrag vid ryska museer, till han 1922 utvandrade till Italien. Bland Muratovs skrifter märks Les icones russes (1927), La peinture byzantine (1928) och den till svenska översatta Italienska bilder från samma år. Därtill skönlitterära verk som Egerija (1923) och den ofta uppförda komedin Kofejnja ("Kaféet").